# Bisoner
 "Bison" omdirigeres hertil. For andre betydninger af Bison, se Bison (flertydig).
Bisoner (Bison) er en slægt af skedehornede pattedyr. Der er kun to nulevende arter i slægten.
- Slægt Bison
  - Amerikansk bison (B. bison)
  - Europæisk bison (B. bonasus)

Begge arter har været tæt på udrydning, men den amerikanske bison er i dag "næsten truet", mens europæisk bison er "sårbar".
De to arter kan krydses med hinanden og med tamkvæg - afkommet af krydsning med tamkvæg kaldes hhv. beefalo (B. bison x Bos taurus) og żubroń (B. bonasus x Bos taurus).
Desuden kendes følgende uddøde arter:
- - B. antiquus
  - B. latifrons
  - B. occidentalis
  - B. palaeosensis
  - Steppebison (B. priscus)